# Ореј (село)
Ореј (фр. Aureil) насеље је и општина у централној Француској у региону Лимузен, у департману Горња Вијена која припада префектури Лимож.
По подацима из 2004. године у општини је живело 809 становника, а густина насељености је износила 80 становника/km². Општина се простире на површини од 10,17 km². Налази се на средњој надморској висини од 389 метара (максималној 481 m, а минималној 330 m).

## Демографија
| 1962. | 1968. | 1975. | 1982. | 1990. | 1999. | 2011. |
| ----- | ----- | ----- | ----- | ----- | ----- | ----- |
| 360   | 317   | 465   | 597   | 707   | 777   | 950   |

График промене броја становника у току последњих година